# LDE – Elbe bis Hayn
Die ELBE bis HAYN waren Schlepptenderlokomotiven der Leipzig-Dresdner Eisenbahn LDE.

## Geschichte
Die fünf Lokomotiven wurden 1848 und 1849 von Borsig in Berlin an die LDE geliefert. Sie erhielten die Namen ELBE, BERLIN, MULDE, MEISSEN und HAYN.
Die Lokomotiven wurden in den Jahren 1868/69 ausgemustert.

## Technische Merkmale
Der Kessel war aus mehreren Schüssen genietet. Der Stehkessel war mit einer halbrunden, weit über den Langkessel hinausragenden Kuppel ausgestattet, als Dampfsammelraum diente zusätzlich noch ein auf dem vorderen Kesselschuss befindlicher Dampfdom. Die beiden Federwaag-Sicherheitsventile befanden sich auf dem Dampfdom und der Kuppel des Stehkessels.
Die Dampfzylinder waren in Gegensatz zu den englischen Lokomotiven außen angeordnet, was eine teure und schwierig herzustellende Kropfachse unnötig machte. Die Dampfmaschine war mit einer innen liegenden Borsig-Doppelschiebersteuerung ausgestattet, welche über zwei Exzenter angetrieben wurde.
Eine eigene Bremsausrüstung besaßen die Lokomotiven nicht. Die Abbremsung erfolgte nur über die handbetätigte Spindelbremse des Tenders.
Die Lokomotiven besaßen die Kirchwegersche Abdampfkondensationseinrichtung zur Vorwärmung des Speisewassers. Äußeres Merkmal dafür ist der zweite Schornstein auf dem Tender. Über eine tiefliegende, etwa 100 mm starke Verbindungsleitung wurde der Abdampf vom Schieberkasten zum Tender geleitet.